# Karonga Airport
Karonga Airport är en flygplats i Malawi. Den ligger i den norra delen av landet, väster om Karonga som ligger vid Malawisjön. Karonga Airport ligger 537 meter över havet.
Omgivningarna runt Karonga Airport är huvudsakligen savann.